# Drstelja
Drstelja je naselje v Občini Destrnik.
V Drstelji se je 10. februarja 1861 rodil slovenski literarni zgodovinar, urednik in etnolog Matija Murko.